# Travis Lane Stork
 (avril 2022).
La mise en forme du texte ne suit pas les recommandations de Wikipédia : il faut le « wikifier ».
Les points d'amélioration suivants sont les cas les plus fréquents :
- Les titres sont pré-formatés par le logiciel. Ils ne sont ni en capitales, ni en gras.
- Le texte ne doit pas être écrit en capitales (les noms de famille non plus), ni en gras, ni en italique, ni en « petit »…
- Le gras n'est utilisé que pour surligner le titre de l'article dans l'introduction, une seule fois.
- L'italique est rarement utilisé : mots en langue étrangère, titres d'œuvres, noms de bateaux, etc.
- Les citations ne sont pas en italique mais en corps de texte normal. Elles sont entourées par des guillemets français : « et ».
- Les listes à puces sont à éviter, des paragraphes rédigés étant largement préférés. Les tableaux sont à réserver à la présentation de données structurées (résultats, etc.).
- Les appels de note de bas de page (petits chiffres en exposant, introduits par l'outil «  Source ») sont à placer entre la fin de phrase et le point final[comme ça].
- Les liens internes (vers d'autres articles de Wikipédia) sont à choisir avec parcimonie. Créez des liens vers des articles approfondissant le sujet. Les termes génériques sans rapport avec le sujet sont à éviter, ainsi que les répétitions de liens vers un même terme.
- Les liens externes sont à placer uniquement dans une section « Liens externes », à la fin de l'article. Ces liens sont à choisir avec parcimonie suivant les règles définies. Si un lien sert de source à l'article, son insertion dans le texte est à faire par les notes de bas de page.
- La présentation des références doit suivre les conventions bibliographiques. Il est recommandé d'utiliser les modèles {{Ouvrage}}, {{Chapitre}}, {{Article}}, {{Lien web}} et/ou {{Bibliographie}}. Le mode d'édition visuel peut mettre en forme automatiquement les références.
- Insérer une infobox (cadre d'informations à droite) n'est pas obligatoire pour parachever la mise en page.

Pour une aide détaillée, merci de consulter Aide:Wikification.
Si vous pensez que ces points ont été résolus, vous pouvez retirer ce bandeau et améliorer la mise en forme d'un autre article.
Travis Lane Stork (né le 9 mars 1972) est une personnalité de la télévision américaine, médecin urgentiste et  auteur surtout connu pour son apparition dans The Bachelor et en tant qu'animateur du talk-show The Doctors de 2008 à 2020.

## Carrière
Stork est diplômé de l'Université de Virginie,. Il a ensuite commencé une résidence en médecine d'urgence au Vanderbilt University Medical Center à Nashville, Tennessee.
Durant sa résidence, Stork est apparu dans la saison 8 de The Bachelor. Il a terminé sa résidence, puis a pratiqué la médecine dans les services d'urgence de Vanderbilt et dans un hôpital du Colorado,.
Stork a animé de The Doctors, une émission médicale / talk-show  basée à Los Angeles, de septembre 2008  jusqu'en septembre 2020.
L'émission a remporté le Daytime Emmy Award for Outstanding Talk Show Informative en 2010.
Une étude de 2014 dans le British Medical Journal a déterminé que "les preuves étayaient 63%, contredisaient 14% et n'étaient pas trouvées pour 24%" des recommandations faites par le staff de médecins de l'émission, et que "le public devrait être sceptique quant aux recommandations faites sur les Talk shows." 
En octobre 2013, Stork a rejoint la société de télésanté MDLIVE en tant que président de son conseil consultatif médical. En mars 2015, il n'était plus affilié à l'entreprise.
Stork a publié plusieurs livres pour le grand public sur la santé, qui comprend The Lean Belly Prescription et The Doctor's Diet, et tous deux avaient fait la liste des best-sellers du New York Times dans la catégorie « Conseils, procédures et divers »,.

## Vie privée
Stork a grandi dans le Missouri et a fréquenté la Parkway West High School à Ballwin, Missouri. Dans une interview accordée au Pittsburgh Post-Gazette, il a déclaré que ses parents étaient des agriculteurs du Midwest et qu'il était le premier médecin de sa famille. Il a épousé la pédiatre Charlotte Brown le 30 juin 2012. Ils ont divorcé le 25 mars 2015. Il a ensuite épousé sa petite amie , Parris Bell, le 3 août 2019. 